# Secrétaire d'État (Ancien régime en Espagne)
 (janvier 2023).
Si vous disposez d'ouvrages ou d'articles de référence ou si vous connaissez des sites web de qualité traitant du thème abordé ici, merci de compléter l'article en donnant les références utiles à sa vérifiabilité et en les liant à la section « Notes et références ».
Pour les articles homonymes, voir Secrétaire d'État.
Pour la charge dans le régime constitutionnel actuel, voir Secrétaire d'État (Espagne).
Le secrétaire d'État (secretario de Estado) est en Espagne, entre 1714 (réformes bourboniennes de Philippe V) et 1833 (fin du règne de Ferdinand VII et de l'Ancien Régime), la charge institutionnelle de celui qui exerçait les fonctions directives du pouvoir exécutif par délégation et sous le contrôle direct du  roi, ce dernier conservant par ailleurs les prérogatives d'un monarque absolu. On le dit parfois « premier secrétaire » pour le distinguer d'autres occupant des fonctions plus mineures ou partielles (voir ci-dessous).
Dans le cadre d'un système d'Ancien Régime, sa figure est l'homologue de ce que seront, dans des régimes pratiquant la séparation des pouvoirs, le président du Conseil des ministres entre 1833 et 1939, puis le président du Gouvernement depuis la mise en application de la Constitution de 1978. Durant la période franquiste, le caudillo Francisco Franco concentrait tous les pouvoirs.
Les secrétaires d'État de l'Ancien Régime sont parfois désignés comme premiers ministres, ministres d'État ou ministres plénipotentiaires. Leur fonction trouve une continuité historique dans certaines charges institutionnelles (secretarios et validos ; secrétaires et délégués), parfois informelles, utilisées dans l'exercice du pouvoir par la monarchie autoritaire des Trastamares et Habsbourgs depuis le XVe siècle.
Avec les réformes de Philippe V, l'organisation décentralisée en Conseils (Consejos) disparaît, et seul subsiste le Conseil de Castille, dont le régime s'applique dès lors à l'ensemble des territoires péninsulaires. Le secrétariat d'État est l'institution la plus prééminente de la nouvelle structure de gouvernement, Secretaría del Despacho Universal, dédoublée en deux à partir de 1705, et en quatre à partir de 1714 : Estado (État), Hacienda (Budget), Justicia (Justice) et un dernier rassemblant Guerre, Marine et Indes espagnoles.